# Estrellas
Estrellas é o sétimo lbum de estúdio da banda Gipsy Kings, lançado em 1995 na Europa e a 27 de Fevereiro de 1996 no Estados Unidos, sob o título Tierra Gitana e com uma lista de faixas diferente.
A versão estadunidense atingiu o nº 2 do Latin Pop, o nº 143 da Billboard 200, o nº 2 do Top Latin Albums e o nº 1 do Top World Music Albums.

## Faixas
Todas as músicas por Gipsy Kings
| Versão europeia |                                |         |  |
| N.º             | Título                         | Duração |  |
| 1.              | "La Rumba de Nicolas"          | 3:56    |  |
| 2.              | "A Ti a Ti"                    | 3:36    |  |
| 3.              | "Siempre Acaba Tu Vida"        | 4:57    |  |
| 4.              | "Forever" (Instrumental)       | 3:53    |  |
| 5.              | "Mujer"                        | 4:17    |  |
| 6.              | "Campesino"                    | 3:30    |  |
| 7.              | "Cataluña" (Instrumental)      | 3:41    |  |
| 8.              | "Igual Se Entonces"            | 3:59    |  |
| 9.              | "Pajarito"                     | 3:06    |  |
| 10.             | "Tierra Gitana" (Instrumental) | 3:28    |  |
| 11.             | "A Tu Vera"                    | 3:12    |  |
| 12.             | "Mi Corazon"                   | 4:29    |  |
| 13.             | "Estrellas" (Instrumental)     | 3:32    |  |

| Versão estadunidense (Tierra Gitana) |                         |         |  |
| N.º                                  | Título                  | Duração |  |
| 1.                                   | "A Ti a Ti"             | 3:36    |  |
| 2.                                   | "Siempre Acaba Tu Vida" | 4:57    |  |
| 3.                                   | "Estrellas"             | 3:32    |  |
| 4.                                   | "Mi Corazon"            | 4:29    |  |
| 5.                                   | "Mujer"                 | 4:17    |  |
| 6.                                   | "Tierra Gitana"         | 3:28    |  |
| 7.                                   | "Pajarito"              | 3:06    |  |
| 8.                                   | "Los Peces en el Rio"   | 3:17    |  |
| 9.                                   | "Igual Se Entonces"     | 3:59    |  |
| 10.                                  | "Cataluña"              | 3:41    |  |
| 11.                                  | "A Tu Vera"             | 3:12    |  |
| 12.                                  | "Campesino"             | 3:30    |  |
| 13.                                  | "La Rumba de Nicolas"   | 3:56    |  |

## Créditos
- Diego Baliardo - guitarra
- Paco Baliardo - guitarra
- Tonino Baliardo - guitarra
- Bernard Balstier - trompete
- Charles Benarroch - percussão
- Dominique Droin - teclados
- Gerard Prevost - baixo
- Francois Canut Reyes - vocal
- Nicolás Reyes - vocal
- Patchai Reyes - guitarra, vocal
- Paul Reyes - guitarra, vocal
- Alfredo Rodriguez - piano
- Negrito Trasante-Crocco - bateria